# Chathamöarna

En serie utsnittskartor som zoomar in på Chathamöarna.

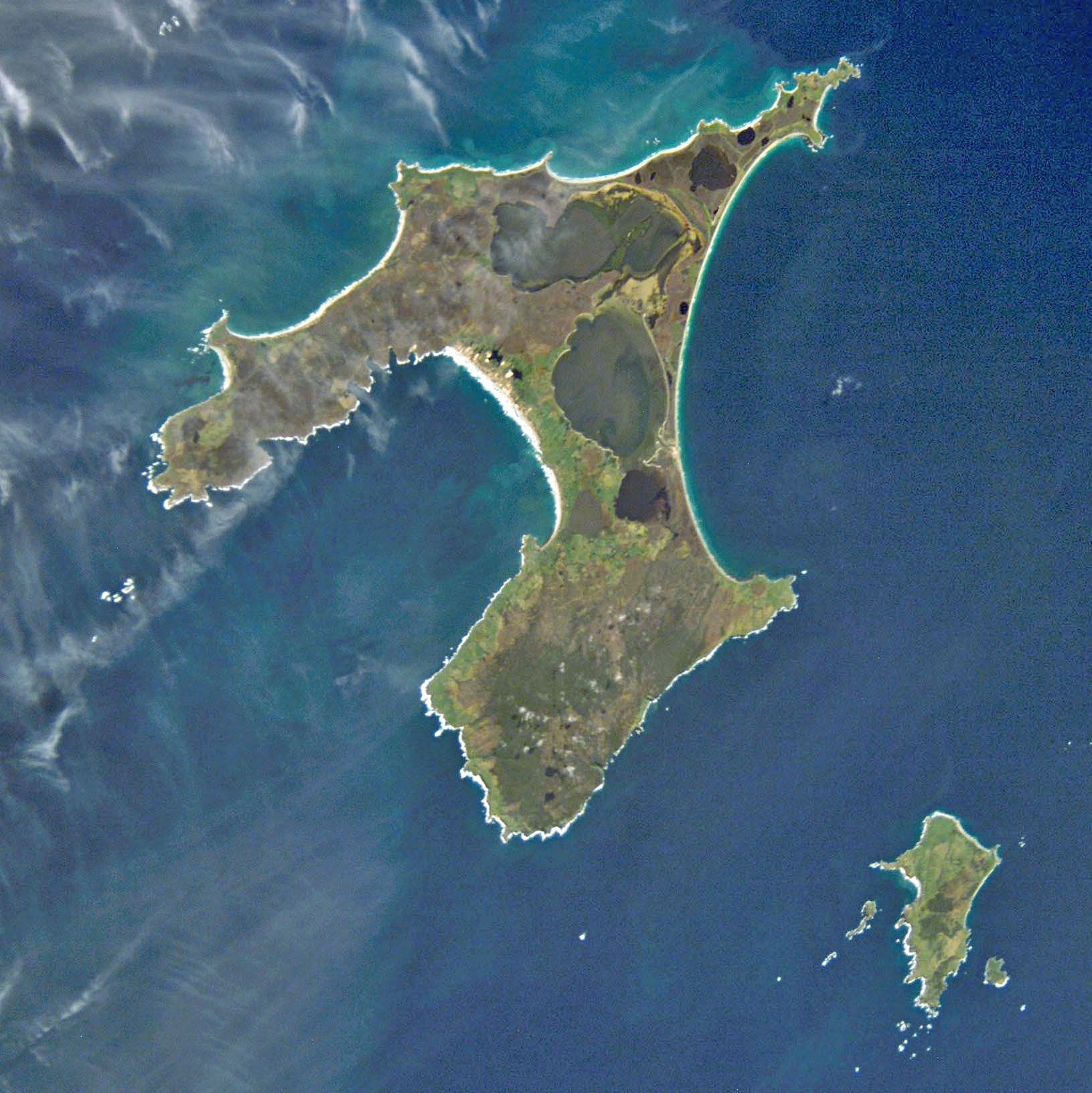
Fotografi på Chathamöarna taget från rymdstationen ISS

Chathamöarna (engelska: Chatham Islands, moriori: Rekohu) är en ögrupp som tillhör Nya Zeeland. Öarna är belägna cirka 800 km öster om Nya Zeelands huvudlandmassa.

## Historia
Ögruppen tros ha befolkats för första gången omkring år 1000 av polynesier som en av de absolut sista utposterna i Stilla Havet. Det tros ha varit av maorier från Nya Zeeland men det är också möjligt att inflyttarna var andra polynesiska folk norrifrån. Denna folkgrupp kom sedermera att kalla sig moriori och de var ungefär 2000 till antalet. 
Det fanns ungefär 2000 moriori på ön som mest, och de levde som jägar-samlare, och fick mat från havet och från öarnas växtliv. Under den tiden levde folket i fred.
Ögruppens namn kommer av skeppet HMS Chatham vars kapten gick i land den 29 november 1791, och tog ögruppen under brittisk flagg. Under mitten av 1800-talet bosattes öarna av europeiska valfångare tillsammans med maorier från Nya Zeeland. Fisket bidrog kraftigt till ögruppens ekonomi, även om säl- och valfisket upphörde omkring 1861. 
En teori säger att de invaderande maori från Nya Zeeland och de europeiska valfångarna började gifta in sig med lokalbefolkningen, en annan säger att lokalbefolkningen mördades av maorifolket. Dock håller moirorikulturen på att återvinnas. 
Idag har Chathamöarna en befolkning av 717 individer av europeisk och maorisk härstamning, vissa även delvis med moriori-påbrå. Öarna har haft äldre historia, bland annat har 6 olika typer av dinosaurieskelett hittats . Världens största masstrandning inträffade på öarna 1918, då omkring 1000 pilotvalar strandades.

## Geografi
Öarna ligger omkring 800 kilometer öst om Christchurch i Nya Zeeland, och har officiellt tillhört Nya Zeeland sedan 1842. De täcker totalt 966 km², varav majoriteten täcker de två största öarna Chatham och Pitt. Huvudorten är Waitangi.
De två största öarna är de enda som är befolkade, och de mindre består främst av naturreservat.